# Veenendaal-Veenendaal Classic

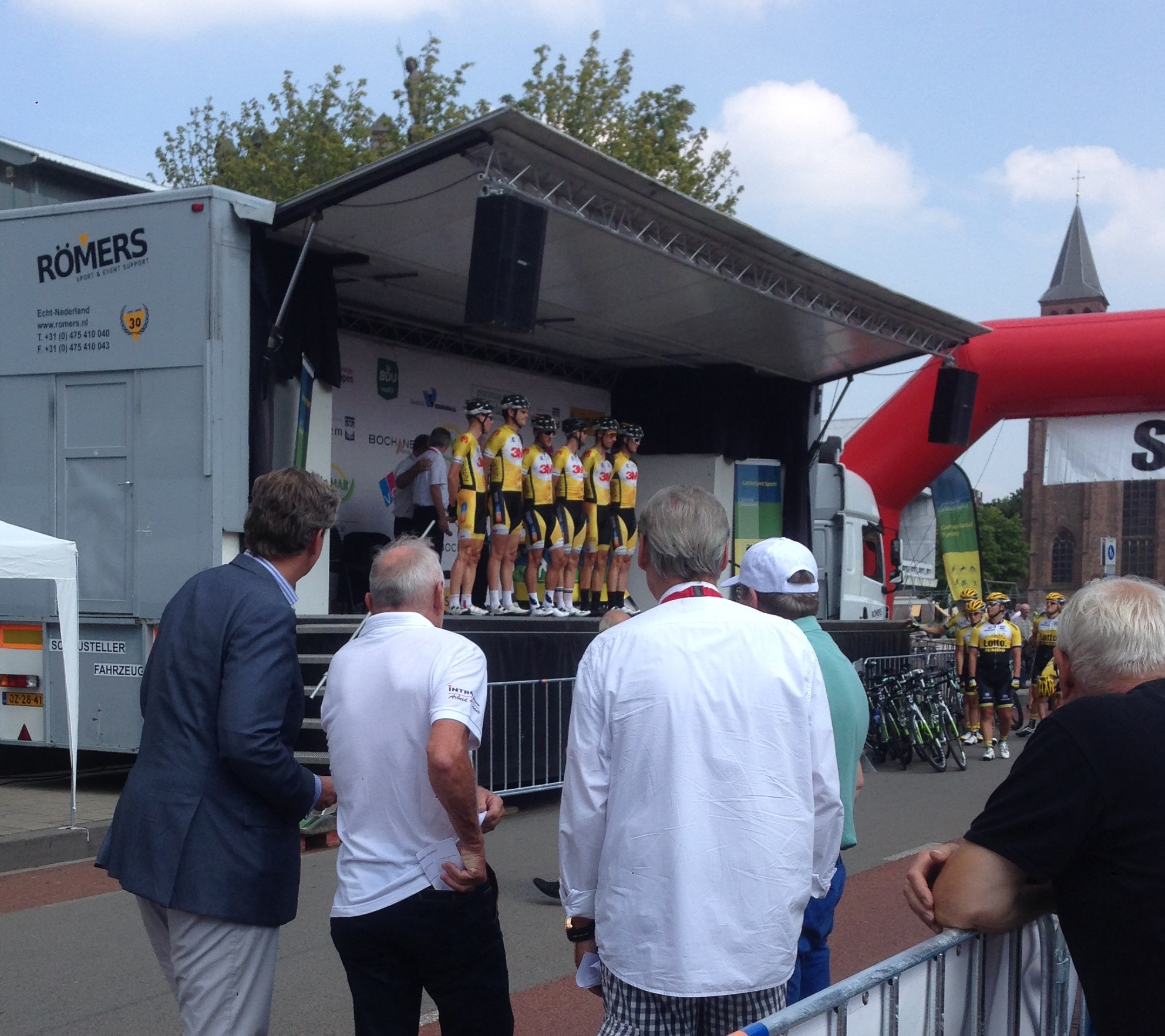
Arnhem - Veenendaal Classic 2015

Veenendaal-Veenendaal is een wielerwedstrijd rond de Utrechtse plaats Veenendaal.

## Algemeen
Van 1985 tot 2006 stond de wedstrijd met start en finish in Veenendaal toepasselijk bekend als Veenendaal-Veenendaal. In 2007 werd dit veranderd in Dutch Food Valley Classic. Vanaf 2014 was de start in de Gelderse hoofdstad Arnhem en de finish in Veenendaal. De naam werd hiertoe veranderd in Arnhem-Veenendaal Classic. Sinds 2017 zijn start en finish weer in Veenendaal en wordt de ronde weer gereden onder de naam Veenendaal-Veenendaal.
De wedstrijd wordt tegenwoordig in mei gehouden, maar werd lange tijd op de donderdag of vrijdag voorafgaand aan de Amstel Gold Race verreden. Het parcours voert over de Utrechtse Heuvelrug en door de Gelderse Vallei, maar ook delen van de Betuwe.
Sinds 2005 maakt de wedstrijd deel uit van de continentale circuits van de UCI. De wedstrijd valt in de categorie 1.1. Met vijf zeges is de Nederlandse sprinter Dylan Groenewegen recordwinnaar.
In 2018 werd voor het eerst ook een vrouwenwedstrijd gehouden, maar deze verdween het jaar erna. Vanaf het jaar 2022 staat er zowel een mannen- als vrouwenkoers op het programma.
In 2025 wordt de wielerkoers niet verreden. De organisatie heeft moeten besluiten om Veenendaal-Veenendaal in 2025 niet door te laten gaan. Door de NAVO-top in juni van dat jaar kan de Nationale Politie geen politiebegeleiding beschikbaar stellen voor wielerkoersen in Nederland.

## Mannen

### Lijst van winnaars

#### Meervoudige winnaars
| Overwinningen | Renner            | Jaren                        |
| ------------- | ----------------- | ---------------------------- |
| 5             | Dylan Groenewegen | 2015, 2016, 2018, 2022, 2023 |
| 2             | Wiebren Veenstra  | 1990, 1991                   |
| 2             | Steven de Jongh   | 2000, 2001                   |
| 2             | Theo Bos          | 2011, 2012                   |

#### Overwinningen per land
| Overwinningen | Land                                               |
| ------------- | -------------------------------------------------- |
| 21            | Nederland                                          |
| 4             | België                                             |
| 3             | Duitsland                                          |
| 2             | Italië, Noorwegen                                  |
| 1             | Australië, Denemarken, Oekraïne, Rusland, Slovenië |

## Vrouwen

### Overwinningen per land
| Overwinningen | Land              |
| ------------- | ----------------- |
| 2             | Nederland         |
| 1             | België, Frankrijk |

Schwalbe Women's One Day Classic · 
Ronde van Valencia · 
Wielerweek van Valencia · 
GP Oetingen · 
Nokere Koerse · 
Dwars door Vlaanderen · 
Brabantse Pijl · 
Clásica Féminas de Navarra · 
Veenendaal-Veenendaal Classic · 
Ronde van Thüringen · 
GP Fourmies · 
Grote Prijs van Stuttgart · 
Ronde van Emilia · 
GP Ciudad de Eibar · 
Ronde van de Drie Valleien